# Barbara Wright
Barbara Wright è un personaggio immaginario interpretato da Jacqueline Hill nella serie televisiva britannica di fantascienza Doctor Who.
È una dei compagni di viaggio del Primo Dottore, ed apparve nelle prime due stagioni del programma, dal 1963 al 1965. Nel film Dr. Who and the Daleks (1965), il personaggio venne interpretato da Jennie Linden, ma con tratti della personalità diversi ed un background differente (nel film è la nipote del "Dottore"). In totale, Barbara Wright apparve in 16 storie.

## Biografia del personaggio

### Prima stagione
Barbara Wright apparve nella prima puntata di Doctor Who, An Unearthly Child (1963). Insegnante di storia alla Coal Hill School di Londra, uno dei suoi colleghi è Ian Chesterton, insegnante di scienze. Una delle loro studentesse, Susan Foreman, nipote di un misterioso "Dottore", mostra di possedere inaspettate conoscenze in materia storica e scientifica, molto al di sopra rispetto ad una normale adolescente del suo tempo. Nel tentativo di indagare sulle strane capacità della giovane, i due decidono di seguirla fino a casa dopo la scuola per parlare con il nonno della ragazza. Giunti in una sorta di deposito di rottami, Ian e Barbara scoprono che Susan e suo nonno, il "Dottore", sono degli esuli provenienti da un altro pianeta e viaggiano nello spazio e nel tempo in una macchina definita da Susan "TARDIS" (dall'acronimo "Tempo e Relativa Dimensione Interna allo Spazio"). Poiché Ian e Barbara hanno scoperto la verità, il Dottore li porta via sul TARDIS contro la loro volontà, dando inizio alle loro avventure. Nel loro primo viaggio vengono trasportati sulla Terra nell'epoca della preistoria, dove l'intero equipaggio del TARDIS viene catturato da una tribù di cavernicoli in cerca del "segreto del fuoco". Riusciti a fuggire sul TARDIS, nel secondo viaggio giungono al pianeta Skaro, dove incontrano la malvagia razza dei Dalek per la prima volta. Alla fine della prima puntata di questa seconda avventura, Barbara si separa dal gruppo mentre stanno esplorando il pianeta e viene catturata dai Dalek.
Nella storia seguente, The Edge of Destruction, le tensioni tra i membri dell'equipaggio del TARDIS salgono notevolmente quando la donna viene accusata dal Dottore di voler sabotare il TARDIS per tornare a casa nel 1963. Vedendo Barbara sinceramente scossa e ferita dalle sue accuse, il Dottore si scusa con lei ed incomincia a vedere sotto una luce diversa i due insegnanti, con i quali instaura un rapporto di amicizia che durerà fino alla loro dipartita dal gruppo. Anche se fondato sul reciproco rispetto e affetto, il rapporto tra il Dottore e Barbara viene spesso messo a dura prova dai loro punti di vista opposti. In The Aztecs ad esempio, Barbara viene scambiata per la reincarnazione di un'alta sacerdotessa, Yetaxa, dopo che viene trovata in possesso del suo bracciale. Barbara sfrutta la situazione per tentare di cambiare il corso della storia, e cerca di persuadere gli Aztechi a non compiere più sacrifici umani per ingraziarsi gli dei, in modo che Hernán Cortés - che annientò l'impero azteco - arrivando potesse trovare una civiltà gloriosa. Il Dottore mette in guardia Barbara sul fatto di cambiare il corso della storia, ma resta inascoltato. Barbara non riesce comunque nella sua impresa e la storia rimane immutata.
In collera con Ian, il Dottore cerca di far tornare a casa lui e Barbara, ma nell'episodio The Reign of Terror finiscono tutti nella Francia della rivoluzione, dove Barbara e Susan vengono fatte prigioniere finendo quasi ghigliottinate.

### Seconda stagione
Nella prima puntata della seconda stagione della serie, Planet of Giants (1964), l'equipaggio del TARDIS viene miniaturizzato e Barbara viene infettata da un insetticida mortale riuscendo a salvarsi solo in extremis. In seguito Barbara assiste alla fuoriuscita dal gruppo di Susan e all'arrivo dell'orfana Vicki, che prende il suo posto sul TARDIS. Nell'avventura successiva, The Romans, Barbara viene venduta come schiava e finisce a servire nel palazzo reale di Nerone, che si infatua della donna. La moglie dell'imperatore, Poppea, cerca quindi di avvelenare Barbara essendo gelosa di lei. Barbara e Ian abbandonano la serie nel corso degli eventi del serial The Chase (1965). Dopo aver sconfitto i Dalek, Barbara suggerisce a Ian di prendere la macchina del tempo degli alieni per tornare a casa. Il Dottore si infuria e cerca di convincerli a restare con lui avvertendoli che il viaggio potrebbe ucciderli, ma senza successo. Dopo un commovente addio, Barbara e Ian fanno ritorno a Londra, circa due anni dopo la data della loro sparizione. Tornato sul TARDIS, il Dottore si assicura attraverso il monitor spazio-temporale che siano arrivati sani e salvi a destinazione, e confessa a Vicki quanto senta la loro mancanza.

## Riferimenti successivi
Barbara viene citata nell'episodio Death to the Doctor, una storia in due parti dello spin-off di Doctor Who Le avventure di Sarah Jane (2010). Sarah Jane Smith riferisce che Ian e Barbara si sono sposati, sono diventati entrambi professori, vivono a Cambridge, e si dice che non siano invecchiati per nulla rispetto agli anni sessanta.

## Dr. Who and the Daleks
Nel film del 1965 Dr. Who and the Daleks, Barbara Wright è la fidanzata di Ian, la sorella maggiore di Susan, e quindi anch'essa nipote di "Dr. Who". In Daleks - Il futuro fra un milione di anni (Daleks - Invasion Earth 2150 AD), altro film del 1966 ispirato a Doctor Who, il personaggio di Barbara viene rimpiazzato da Louise, altra nipote del Dottore, che svolge lo stesso ruolo. Nessun riferimento viene fatto alla sorte di Barbara e Ian.

## Accoglienza
Gavin Fuller del Daily Telegraph nominò Barbara la sesta migliore tra le compagne di viaggio femmine del Dottore. Nel 2010, i lettori di Radio Times votarono Barbara alla posizione numero 26 tra i migliori compagni di viaggio del Dottore, su 48 opzioni disponibili.